# ماتیاس ینیچ
ماتیاس ینیچ (انگلیسی: Mathias Jänisch؛ زادهٔ ۲۷ اوت ۱۹۹۰) بازیکن فوتبال اهل آلمان است.
وی همچنین در تیم‌های ملی فوتبال زیر ۲۱ سال لوکزامبورگ و لوکزامبورگ بازی کرده‌است.